# Motu proprio

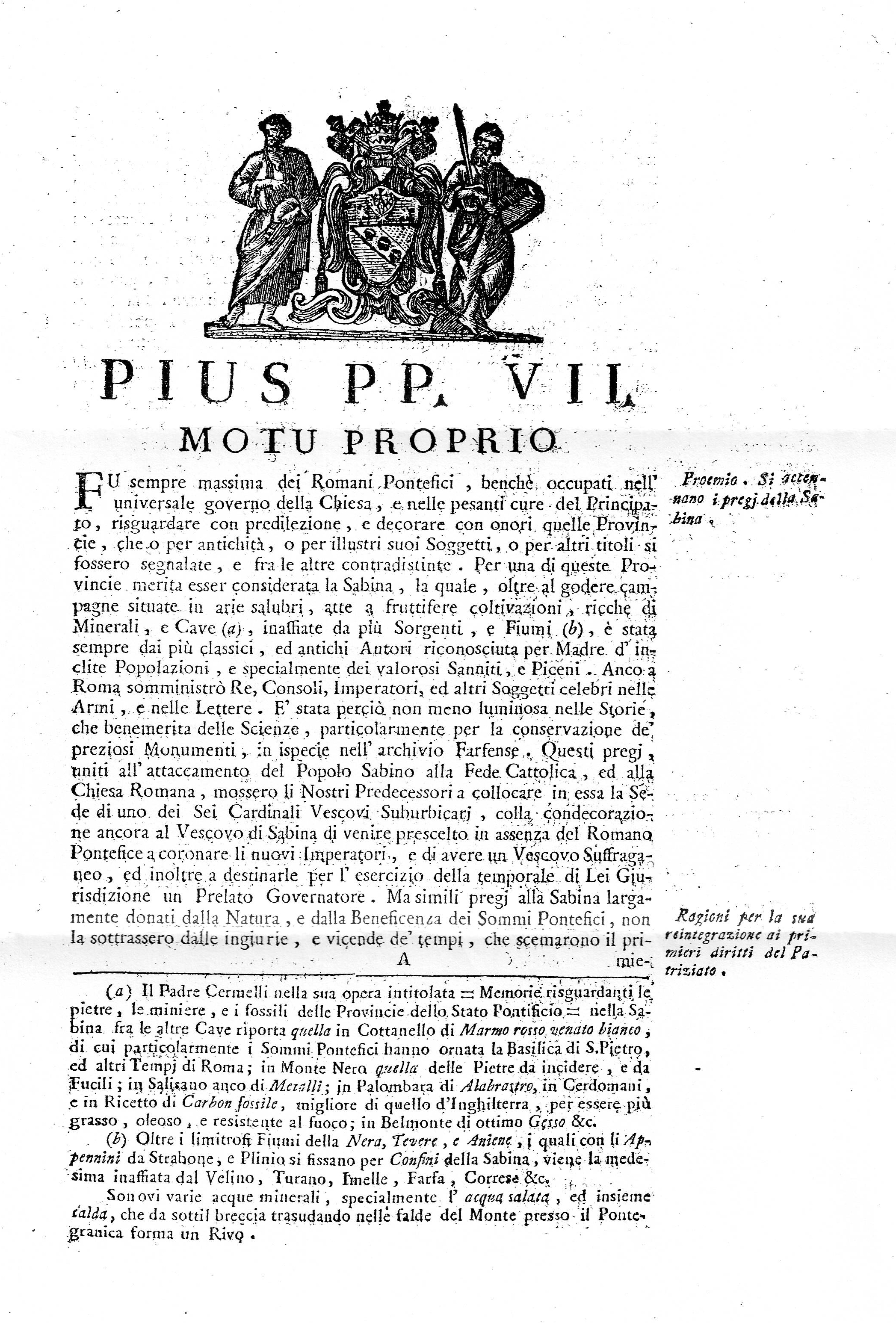
Motu Proprio

Un motu proprio és una locució llatina, per designar un document de l'Església Catòlica emanat pel papa per la seva pròpia iniciativa sense intervenció de ministres o a requeriment d’una persona interessada.
El primer motu proprio de la història va ser promulgat per Innocenci VIII el 1484. Se sol tractar de documents breus, que afecten qüestions concretes. Els documents papals de tipus jurídic i contingut més ampli (normalment, també de major longitud) reben el nom de constitució apostòlica. Els documents doctrinals s'anomenen encícliques.
Col·loquialment es fa servor com a expressió per indicar alguna cosa que es fa espontàniament, sense respondre a petició prèvia. Independentment del seu significat primordial com a document emanat del papa és d'ús molt freqüent (en converses, xerrades, termes jurídics, conferències, etc.).
Aquesta expressió llatina és un cas del que es coneix com a ablatiu absolut que ens porta a traduir-lo com a «per la seva iniciativa», és a dir, sense que ningú més intervingui en la resolució.